# Pholadomya candida
Pholadomya candida is een tweekleppigensoort uit de familie van de Pholadomyidae. De wetenschappelijke naam van de soort is voor het eerst geldig gepubliceerd in 1823 door G.B. Sowerby I.